# 押切町
押切町（おしきりちょう）は、群馬県太田市にある地名（町丁）。郵便番号は370-0405。

## 概要
尾島地区にある町丁。

## 地理
南部に利根川が流れており、埼玉県と接している。

### 近隣町丁
- 堀口町
- 備前島町

## 世帯数と人口
2022年（令和4年）3月31日現在の世帯数と人口は以下の通りである。
| 町丁   | 世帯数 | 人口  |
| ------ | ------ | ----- |
| 押切町 | 95世帯 | 243人 |

## 交通

### 鉄道
町内に鉄道は通っていない。

### 道路
- 埼玉県道・群馬県道276号新堀尾島線
- 群馬県道142号綿貫篠塚線

## 施設
- 旧中島家住宅